# Gonomyia illicis
Gonomyia illicis är en tvåvingeart som beskrevs av Alexander 1921. Gonomyia illicis ingår i släktet Gonomyia och familjen småharkrankar. Inga underarter finns listade i Catalogue of Life.